# Miroslav Zeman
Miroslav Zeman (* 14. září 1946 Chodov) je bývalý český zápasník, reprezentant Československa v řecko-římském zápasu. V roce 1968 na olympijských hrách v Mexiku vybojoval v kategorii do 52 kg bronzovou medaili a v roce 1972 na hrách v Mnichově vypadl ve stejné kategorii v pátém kole. Šestkrát se stal mistrem Československa.